# Route nationale 4 (France métropolitaine)
Pour les articles homonymes, voir N4 et Route nationale 4.
La route nationale 4, ou RN 4, est une route nationale française reliant Paris à Strasbourg via Nancy, permettant ainsi d'aller de l'Île-de-France à la frontière franco-allemande.
C'est une voie rapide à 2 × 2 voies entre la Francilienne et le village du Corbier (commune de Jouy-le-Châtel en Seine-et-Marne), entre Vitry-le-François et Nancy, et entre Héming et Phalsbourg. La section Toul - Dombasle-sur-Meurthe étant doublée par l'A31 et par l'A33, l'ancien tracé, par Foug, Toul, Nancy, Saint-Nicolas-de-Port et Blâmont, a été déclassé en RD 400.
La nationale 4 a également été mise à 2 × 2 voies dans un but de relier Paris à Nancy le plus rapidement possible,  du fait que le tracé de l'A4 a permis de relier Metz. 
Cette route est maintenue dans le réseau routier national (décret du 5 décembre 2005) entre la Francilienne et l'A4 près de Phalsbourg, et entre Ittenheim et la frontière franco-allemande. Entre Paris et la Francilienne, elle a été renumérotée RD 4 dans le Val-de-Marne et RD 604 en Seine-et-Marne. Entre Phalsbourg et Ittenheim, elle a été renumérotée RD 1004.
En 2021, les sections situées dans le territoire de l'Eurométropole de Strasbourg ont été transférées à cette métropole et renumérotées M351 (entre l'A355 et l'ex-A351) et M352 (entre l'ex-A35 et la frontière franco-allemande).
La loi n° 2022-217 du 21 février 2022 prévoit le transfert des routes nationales aux collectivités volontaires. La nationale 4 sera transférée en intégralité au 1er janvier 2024 :
- Au département de la Seine-et-Marne sur son territoire

Initialement prévue le 1er janvier 2024 à la région Grand Est sur le reste du tracé, la mise à disposition se fera le 1er janvier 2025

## Parcours

### De Paris à Vitry-le-François
La route nationale sort de Paris par la porte de Bercy et part plein est en direction de Vitry-le-François en traversant la Brie.
Elle est entièrement en 2 × 2 voies entre la Francilienne et le village du Corbier, au sein de la commune de Jouy-le-Châtel, dans le département de Seine-et-Marne.

Ensuite elle est la plupart du temps à 2 voies et à double sens (1 chaussée) ; elle traverse de nombreux villages ou hameaux, mais aussi une partie de la ville de Vitry-le-François.

Néanmoins certaines agglomérations ont été déviées (2 voies, double sens : Esternay - 2 × 2 voies : Fère-Champenoise, Sézanne, Sommesous).
Le contournement de Beton-Bazoches, d'une longueur d'environ 7 kilomètres en 2 × 2 voies à 110 km/h est envisagé, mais les travaux n'ont pas encore commencé. Il permettrait de désengorger la commune francilienne d'un trafic important, et d'améliorer les conditions de circulation au cœur du tronçon le plus long non aménagé.
Le tracé en 2008 de la route nationale 4 ne date que des années 1950. En effet, autrefois, la route nationale 4 partait non pas de Paris mais de Châlons-sur-Marne en empruntant le tracé de l'actuelle route nationale 44 jusqu'à Vitry-le-François. Le tronçon d'Esternay à Vitry faisait alors partie de la route nationale 34, tandis que le tronçon de Paris à Esternay n'est devenu route nationale (en l'occurrence la route nationale 304) que depuis les années 1930. Le tronçon de Vitry-le-François à Strasbourg appartient à la route nationale 4 dès les origines (1824). Toutefois en 2006, le tronçon reliant Strasbourg à Phalsbourg a été déclassé en départementale.

#### De Paris à Esternay
Ce tronçon correspond à une route qui ne fut achevée que très tard et classée nationale dans les années 1930 sous le numéro 304. Depuis la construction de l'autoroute A4 dans les années 1970, la RN 4 n'atteint plus Paris et commence à Joinville-le-Pont, soit environ à 4 kilomètres du boulevard périphérique (mais tout proche du Bois de Vincennes et donc des limites communales de la capitale).
Les communes traversées sont:
- Joinville-le-Pont (kilomètre 6) 48° 49′ 11,9″ N, 2° 29′ 01,7″ E
- Champigny-sur-Marne (kilomètre 9) 48° 47′ 57,3″ N, 2° 32′ 40,2″ E
- Chennevières-sur-Marne (kilomètre 12) 48° 47′ 32,2″ N, 2° 33′ 18,6″ E
- Ormesson-sur-Marne (kilomètre 13) 48° 47′ 30,8″ N, 2° 33′ 18,6″ E
- La Queue-en-Brie (kilomètre 15) 48° 46′ 55″ N, 2° 34′ 13″ E
- Pontault-Combault (kilomètre 17) 48° 46′ 31,6″ N, 2° 36′ 12,4″ E
- Lésigny (kilomètre 20) 48° 46′ 10,3″ N, 2° 38′ 12,8″ E
- Ozoir-la-Ferrière (kilomètre 23) 48° 45′ 42,6″ N, 2° 39′ 44,1″ E
- Gretz-Armainvilliers (kilomètre 29) 48° 44′ 05,1″ N, 2° 44′ 15,3″ E
- Tournan-en-Brie (kilomètre 31) 48° 44′ 02,8″ N, 2° 46′ 40,7″ E
- Fontenay-Trésigny (kilomètre 40) 48° 42′ 40,3″ N, 2° 52′ 31,2″ E
- Rozay-en-Brie (kilomètre 47) 48° 41′ 16″ N, 2° 57′ 20,1″ E
- Vaudoy-en-Brie (kilomètre 56) 48° 41′ 04,6″ N, 3° 04′ 26,5″ E
- Beton-Bazoches (kilomètre 69) 48° 41′ 59,3″ N, 3° 14′ 44,6″ E
- Courtacon (kilomètre 72) 48° 41′ 49,8″ N, 3° 17′ 31,7″ E
- Cerneux (kilomètre 76) 48° 41′ 27,8″ N, 3° 20′ 41,4″ E
- Sancy-lès-Provins (kilomètre 79) 48° 41′ 33,2″ N, 3° 23′ 48,1″ E
- Montceaux-lès-Provins (kilomètre 83) 48° 41′ 38,4″ N, 3° 26′ 18,5″ E
- Courgivaux (kilomètre 87) 48° 42′ 48,9″ N, 3° 29′ 14,4″ E
- Esternay (kilomètre 93) 48° 43′ 26,3″ N, 3° 33′ 35,7″ E

#### D'Esternay à Vitry-le-François
Jusque dans les années 1950, ce tronçon faisait partie de la route nationale 34.
Le trafic continue de traverser une partie de la ville de Vitry-le-François, constituant le principal point noir de l'axe entre Paris et Nancy. Près de 2 500 camions et 11 000 voitures la traversent en empruntant l'avenue du Quai-des-Fontaines, situation à l'origine de nombreux embouteillages et ralentissements. Le projet de contournement complet de la ville est au stade des études depuis les années 1990.
Les communes traversées sont:
- La Noue (faubourg de Beauvais) (kilomètre 97) 48° 43′ 55,2″ N, 3° 36′ 38,6″ E
- Mœurs-Verdey (communes jumelées, la RN 4 passe à Mœurs) (kilomètre 102) 48° 43′ 39,6″ N, 3° 40′ 44,6″ E
- Sézanne, célèbre pour son champagne (kilomètre 105) 48° 43′ 51,4″ N, 3° 43′ 16,9″ E
- Connantre 48° 43′ 59,6″ N, 3° 55′ 36″ E
- Fère-Champenoise, Label "Petite ville de demain" (kilomètre 126) 48° 44′ 57,8″ N, 3° 59′ 43,5″ E
- Sommesous (kilomètre 141) 48° 43′ 58,5″ N, 4° 12′ 17,1″ E
- Coole, où l'on peut voir une voie romaine (kilomètre 156) 48° 44′ 26,1″ N, 4° 23′ 36,5″ E
- Vitry-le-François (kilomètre 170) 48° 43′ 24,6″ N, 4° 35′ 18,9″ E

### De Vitry-le-François à Nancy
Entre Vitry-le-François et Saint-Dizier, la route est à 2 × 2 voies mais elle traverse pourtant quelques villages (Vauclerc, Thiéblemont-Farémont, la Bobotte (commune d'Hallignicourt). Après Saint-Dizier (traversée 2 × 1 voie, chaussées séparées, carrefours dénivelés), la route est à 2 × 2 voies et sans carrefour à niveau, de type autoroutier.

C'est sans doute la partie la plus importante pour le trafic de poids lourds. En effet, cette partie est un axe plus que majeur pour le transit est-nord, et même nord-sud avec la RN 67 à Saint-Dizier vers l'A5 à Chaumont.
Les communes traversées sont :
- Marolles 48° 42′ 56,3″ N, 4° 37′ 29″ E
- Vauclerc (kilomètre 177) 48° 42′ 18″ N, 4° 39′ 44,4″ E
- Thiéblemont-Farémont (kilomètre 182) 48° 41′ 23,9″ N, 4° 43′ 02,9″ E
- Perthes (kilomètre 190) 48° 39′ 14,9″ N, 4° 49′ 16,5″ E
- Saint-Dizier, et sa base aérienne 113 et son usine Miko (kilomètre 199) 48° 37′ 24,6″ N, 4° 56′ 18,7″ E
- Ancerville (kilomètre 206) 48° 38′ 15″ N, 5° 00′ 38,9″ E
- Aulnois-en-Perthois 48° 38′ 29,7″ N, 5° 07′ 54,2″ E
- Stainville 48° 38′ 39,7″ N, 5° 11′ 30,2″ E
- Ligny-en-Barrois (passage à proximité de Bar-le-Duc) (kilomètre 230) 48° 41′ 30,9″ N, 5° 19′ 02,7″ E
- Saint-Aubin-sur-Aire 48° 42′ 10,7″ N, 5° 26′ 21,3″ E
- Void-Vacon (passage à proximité de Commercy célèbre pour ses madeleines) (kilomètre 254) 48° 41′ 28,7″ N, 5° 37′ 21,3″ E
- Pagny-sur-Meuse (kilomètre 261) 48° 41′ 04,2″ N, 5° 43′ 28,4″ E
- Foug (kilomètre 266) 48° 40′ 12,8″ N, 5° 48′ 04,7″ E
- Toul, et sa cathédrale gothique (kilomètre 274) 48° 39′ 21,6″ N, 5° 53′ 36,4″ E
- Chaudeney-sur-Moselle 48° 39′ 24,6″ N, 5° 54′ 07,7″ E
- Laxou (kilomètre 296) 48° 41′ 40,3″ N, 6° 06′ 57,6″ E
- Nancy, célèbre pour sa place Stanislas et l'Art nouveau (kilomètre 299) 48° 41′ 03,5″ N, 6° 11′ 18,9″ E

### De Nancy à Strasbourg

#### De Nancy à Phalsbourg
L'ancien tracé a été renommé en route départementale 400 entre Nancy et Blâmont.
De Nancy à Dombasle-sur-Meurthe, l'autoroute A 33 est un dédoublement de l'ancienne route nationale 4. Avant le classement de cette voie en autoroute, elle était dénommée route nationale 4bis.
La route nationale 4 reprend à Dombasle-sur-Meurthe (ex-route nationale 333) en 2 × 2 voies. La nationale fait l'objet d'une mise à 2 × 2 voies entre Gogney et Saint-Georges soit 7,5 kilomètres.
De Saint-Georges à Phalsbourg, la route nationale 4 est en 2 × 2 voies jusqu'au péage à l'entrée de l'autoroute A4.
Les communes traversées de Nancy à Phalsbourg sont :
- Nancy (contournement par l'autoroute A 33, kilomètre 299)
- Saint-Nicolas-de-Port, avec sa basilique de style gothique flamboyant (contournement par l'autoroute A 33, kilomètre 311) 48° 38′ 10,6″ N, 6° 18′ 41,6″ E
- Dombasle-sur-Meurthe (contournement par l'autoroute A 33, kilomètre 315) 48° 37′ 05,8″ N, 6° 21′ 06,4″ E
- Anthelupt, (dévié) 48° 36′ 15,1″ N, 6° 24′ 49,6″ E
- Vitrimont, (dévié) 48° 36′ 08,2″ N, 6° 26′ 29″ E
- Lunéville, (dévié) et son célèbre château (kilomètre 327) 48° 35′ 41″ N, 6° 29′ 23,4″ E
- Chanteheux, (dévié) 48° 35′ 29,4″ N, 6° 31′ 39,2″ E
- Marainviller, (dévié) 48° 35′ 19″ N, 6° 35′ 58,3″ E
- Thiébauménil, (dévié) 48° 34′ 41,6″ N, 6° 37′ 20,4″ E
- Bénaménil, (dévié) 48° 34′ 10,6″ N, 6° 40′ 24″ E
- Ogéviller, (dévié) 48° 32′ 59,7″ N, 6° 43′ 23,7″ E
- Herbéviller, (dévié) 48° 33′ 26,4″ N, 6° 45′ 20″ E
- Domèvre-sur-Vezouze, (dévié) 48° 33′ 40,9″ N, 6° 48′ 21,2″ E
- Blâmont, (dévié, kilomètre 358) 48° 35′ 18,5″ N, 6° 50′ 32,3″ E
- Saint-Georges, (dévié) 48° 39′ 37,6″ N, 6° 56′ 12,8″ E
- Héming, (dévié, kilomètre 373) 48° 41′ 51,6″ N, 6° 57′ 34″ E
- Sarrebourg, (dévié) (kilomètre 382) 48° 43′ 01,6″ N, 7° 02′ 52,4″ E
- Phalsbourg, (contournement par l'autoroute A4, kilomètre 399) 48° 46′ 00,4″ N, 7° 15′ 33,4″ E

#### De Phalsbourg à Strasbourg (section transférée aux départements) D 1004
Aucun projet de mise à 2 × 2 voies n'est prévu en Alsace, et l'itinéraire le plus rapide pour aller de Phalsbourg à Strasbourg consiste à emprunter l'autoroute A4 (3,60 € en avril 2018, pour une voiture [classe 1]).
La RN 4 emprunte le col de Saverne entre Danne-et-Quatre-Vents et Saverne. Son trajet se poursuit avec l'autoroute A351 à partir de Wolfisheim,
Les communes traversées après Phalsbourg sont :
- Danne-et-Quatre-Vents (kilomètre 402) 48° 46′ 01,5″ N, 7° 17′ 42,8″ E
- Saverne (kilomètre 409) 48° 44′ 28,1″ N, 7° 21′ 34,3″ E
- Otterswiller (kilomètre 411) 48° 43′ 36,9″ N, 7° 22′ 24,7″ E
- Marmoutier 48° 41′ 33,5″ N, 7° 23′ 04,6″ E
- Singrist (kilomètre 418) 48° 40′ 12,6″ N, 7° 23′ 16,4″ E
- Wasselonne (kilomètre 424) 48° 38′ 20,2″ N, 7° 27′ 18,3″ E
- Marlenheim (un contournement est ouvert depuis l'automne 2009) (kilomètre 428) 48° 37′ 05,4″ N, 7° 30′ 07,8″ E
- Furdenheim (kilomètre 433) 48° 36′ 37,2″ N, 7° 33′ 33,4″ E
- Ittenheim (kilomètre 436) 48° 36′ 10,1″ N, 7° 35′ 45,4″ E
- Wolfisheim (kilomètre 442) 48° 35′ 31,2″ N, 7° 40′ 16,3″ E
- Strasbourg, siège du parlement européen (kilomètre 446) 48° 34′ 46,3″ N, 7° 43′ 51,2″ E
- Allemagne (Bundesstraße 28)

## Voie express

### De Pontault-Combault à Jouy-le-Châtel
| Département         | Commune                                | Voies desservies             | Destinations (sens ouest/est)                                                          | Destinations (sens est/ouest)                                                              | Notes          |
| ------------------- | -------------------------------------- | ---------------------------- | -------------------------------------------------------------------------------------- | ------------------------------------------------------------------------------------------ | -------------- |
| Seine-et-Marne (77) | Pontault-Combault                      | N 104                        | A4 A5 Marne-la-Vallée Sénart Roissy-en-Brie Lésigny                                    | Paris Marne-la-Vallée Pontault-Combault-centre                                             |                |
| Seine-et-Marne (77) | Ozoir-la-Ferrière                      | D 351 D 354                  | Ozoir-la-Ferrière-centre Parc Zoologique du Bois d'Atilly                              | Ozoir-la-Ferrière-centre                                                                   |                |
| Seine-et-Marne (77) | Chevry-Cossigny                        | D 216 D 471                  | Gretz-Bois Vignolles Ozoir-la-Ferrière Coubert                                         | Brie-Comte-Robert Chevry-Cossigny Ozoir-la-Ferrière-Zone Industrielle Gretz-Bois Vignolles |                |
| Seine-et-Marne (77) | Tournan-en-Brie                        | D 350                        | Panneau arraché                                                                        | Tournan-centre Favières Gretz-centre                                                       |                |
| Seine-et-Marne (77) | Tournan-en-Brie                        | D 10                         | Tournan-en-Brie-Z.I. Tournan-en-Brie-Moulin à Vent La Houssaye-en-Brie Liverdy-en-Brie | Tournan-Moulin à Vent Liverdy-en-Brie Coubert                                              |                |
| Seine-et-Marne (77) | Châtres                                | D 96                         | Châtres Les Chapelles-Bourbon Neufmoutiers-en-Brie                                     | Absence de panneau                                                                         |                |
| Seine-et-Marne (77) | Fontenay-Trésigny                      | N 36                         | Melun Meaux Chaumes-en-Brie Guignes Crécy-la-Chapelle                                  | Meaux Villeneuve-le-Comte Crécy-la-Chapelle A5 Melun Guignes                               |                |
| Seine-et-Marne (77) | Fontenay-Trésigny                      | D 144a                       | Fontenay-centre Marles-en-Brie La Houssaye-en-Brie                                     | Fontenay-centre Marles-en-Brie La Houssaye-en-Brie                                         |                |
| Seine-et-Marne (77) | Fontenay-Trésigny                      | D 402                        | Fontenay-Z.I. Chaumes-en-Brie Coulommiers Aérodrome de Chaubuisson                     | Panneau arraché                                                                            |                |
| Seine-et-Marne (77) | Bernay-Vilbert                         | D 48b D 49b D 201a           | Rozay-en-Brie Bernay-Vilbert                                                           | Bernay-Vilbert                                                                             |                |
| Seine-et-Marne (77) | Lumigny-Nesles-Ormeaux / Rozay-en-Brie | D 201 D 201a                 | Nangis Courpalay Coulommiers Rozay-en-Brie Zone d'activités                            | Rozay-en-Brie Nangis                                                                       |                |
|                     | Voinsles                               | D 112e                       | Voinsles Le Plessis-Feu-Aussoux Ferme des Ancys Planoy                                 | Voinsles Le Plessis-Feu-Aussoux Ferme des Ancys Planoy                                     |                |
|                     | Vaudoy-en-Brie                         | Rue de Paris / Route de Pecy | Vaudoy-en-Brie Le Luxembourg Le Jariel                                                 |                                                                                            | Demi-échangeur |
|                     |                                        | D 209 D 231                  | Provins Coulommiers Bray-sur-Seine Pécy Jouy-le-Châtel                                 | Bray-sur-Seine Coulommiers Vaudoy-en-Brie                                                  |                |

### Contournement de Sézanne
| Département | Commune | Voies desservies | Destinations (sens ouest/est)                  | Destinations (sens est/ouest)                                     | Notes          |
| ----------- | ------- | ---------------- | ---------------------------------------------- | ----------------------------------------------------------------- | -------------- |
| Marne (51)  | Sézanne | D 373            | Sézanne-centre                                 |                                                                   | Demi-échangeur |
| Marne (51)  | Sézanne | D 39e D 951      | Épernay Sézanne Broyes                         | Épernay Sézanne-centre                                            |                |
| Marne (51)  |         |                  | Troyes Nogent-sur-Seine Z.I. Sézanne Aérodrome | Sézanne Nogent-sur-Seine Romilly-sur-Seine Z.I. Sézanne Aérodrome |                |

### Contournements de Fère-Champenoise et Connantre
| Département | Commune          | Voies desservies | Destinations (sens ouest/est)                         | Destinations (sens est/ouest)                         | Notes |
| ----------- | ---------------- | ---------------- | ----------------------------------------------------- | ----------------------------------------------------- | ----- |
| Marne (51)  | Connantre        | D 5              | Pleurs Broussy Z.I. Connantre                         | Pleurs Anglure Broussy Z.I. Connantre                 |       |
| Marne (51)  | Fère-Champenoise | D 9              | Fère-Champenoise Corroy Z.I. du Voy Z.I Buisson Savin | Fère-Champenoise Corroy Z.I. du Voy Z.I Buisson Savin |       |
| Marne (51)  | Fère-Champenoise | D 5              | Châlons-en-Champagne Vertus Z.I. Pierre Curie Euvy    | Vertus Fère-Champenoise Euvy Z.I. Pierre Curie        |       |

### De Vassimont à Sommesous
| Département | Commune    | Voies desservies | Destinations (sens ouest/est)                        | Destinations (sens est/ouest)                        | Notes                                                                      |
| ----------- | ---------- | ---------------- | ---------------------------------------------------- | ---------------------------------------------------- | -------------------------------------------------------------------------- |
| Marne (51)  | Haussimont | D 318            | Haussimont Montépreux                                | Haussimont Montépreux                                |                                                                            |
| Marne (51)  | Sommesous  | D 977            | Châlons-en-Champagne Troyes Arcis-sur-Aube Sommesous | Châlons-en-Champagne Troyes Arcis-sur-Aube Sommesous |                                                                            |
| Marne (51)  | Sommesous  | A26              | Châlons-en-Champagne Reims Troyes Aire de Sommesous  | Châlons-en-Champagne Reims Troyes Aire de Sommesous  | Échangeur indirect : passage obligatoire par l'aire d'autoroute attenante. |

### De Vitry-le-François à Strasbourg
| Département                                            | Commune               | Voies desservies     | Destinations (sens ouest/est)                                                            | Destinations (sens est/ouest)                                                                     | Notes                                                      |
| ------------------------------------------------------ | --------------------- | -------------------- | ---------------------------------------------------------------------------------------- | ------------------------------------------------------------------------------------------------- | ---------------------------------------------------------- |
| Marne (51)                                             | Vitry-en-Perthois     | D 982                | Saint-Dizier Nancy Brienne-le-Château Vitry-en-Perthois Sainte-Menehould Zone Artisanale | Vitry-en-Perthois Sainte-Menehould Zone Artisanale                                                |                                                            |
| Marne (51)                                             | Marolles              | Avenue du Perthois   | Z.I. Vitry-Marolles                                                                      |                                                                                                   | Demi-échangeur                                             |
| Marne (51)                                             | Marolles              | D 16                 |                                                                                          | Z.I. Vitry-Marolles Reims-la-Brûlée                                                               |                                                            |
| Marne (51)                                             | Marolles              | D 396                | Marolles Luxémont-et-Villotte Z.A. Le Saloir                                             | Vitry-le-François Marolles Frignicourt Brienne-le-Château Luxémont-et-Villotte Z.A. Le Saloir     |                                                            |
| Trois intersections à niveau avec D 77 D 58 et D 58e2  |                       |                      |                                                                                          |                                                                                                   |                                                            |
| Marne (51)                                             | Thiéblemont-Farémont  | D 60                 | Heiltz-le-Hutier Thiéblemont-Farémont Orconte Lac du Der-Chantecoq                       | Heiltz-le-Hutier Thiéblemont-Farémont Orconte Lac du Der-Chantecoq                                |                                                            |
| Intersections à niveau mineures                        |                       |                      |                                                                                          |                                                                                                   |                                                            |
| Haute-Marne (52)                                       | Perthes               | D 560                | Perthes Sapignicourt Ambrières                                                           | Perthes Sapignicourt Ambrières                                                                    | Demi-échangeur                                             |
| Intersections à niveau mineures + carrefour avec D 196 |                       |                      |                                                                                          |                                                                                                   |                                                            |
| Haute-Marne (52)                                       | Saint-Dizier          | D 221 D 635          | Bar-le-Duc Saint-Dizier-ouest Saint-Dizier-Z.I. Villiers-en-Lieu                         | Bar-le-Duc Saint-Dizier-ouest Saint-Dizier-Z.I. Villiers-en-Lieu                                  |                                                            |
| Haute-Marne (52)                                       | Saint-Dizier          | D 2b                 | Troyes Saint-Dizier-centre Wassy Lac du Der-Chantecoq                                    | Troyes Wassy Lac du Der-Chantecoq                                                                 |                                                            |
| Haute-Marne (52)                                       | Saint-Dizier          | Rue des Mérovingiens | Saint-Dizier-centre Z.A. Chêne Saint Amand                                               | Saint-Dizier-centre Z.A. Chêne Saint Amand                                                        |                                                            |
| Haute-Marne (52)                                       | Saint-Dizier          | N 67                 | Chaumont Joinville Saint-Dizier-Marnaval                                                 | Chaumont Saint-Dizier-Marnaval                                                                    |                                                            |
| Meuse (55)                                             | Ancerville            | D 604                | Saint-Dizier-est Ancerville                                                              | Saint-Dizier-est Ancerville-sud Ancerville-Z.I.                                                   |                                                            |
| Meuse (55)                                             | Ancerville            | D 3                  |                                                                                          | Ancerville                                                                                        | Bretelle isolée                                            |
| Meuse (55)                                             | Rupt-aux-Nonains      | D 4                  | La Houpette                                                                              | La Houpette                                                                                       |                                                            |
| Meuse (55)                                             | Aulnois-en-Perthois   | D 25                 | Aulnois Joinville                                                                        | Aulnois-en-Perthois Joinville                                                                     |                                                            |
| Meuse (55)                                             | Stainville            | D 9                  | Stainville Ménil-sur-Saulx                                                               | Stainville Ménil-sur-Saulx                                                                        |                                                            |
| Meuse (55)                                             | Maulan                | D 169                |                                                                                          | Maulan                                                                                            |                                                            |
| Meuse (55)                                             | Ligny-en-Barrois      | N 135                | Bar-le-Duc Neufchâteau Ligny-en-Barrois                                                  | Bar-le-Duc Neufchâteau Ligny-en-Barrois                                                           |                                                            |
| Meuse (55)                                             | Chanteraine           | Voie communale       |                                                                                          |                                                                                                   | Bretelle isolée                                            |
| Meuse (55)                                             | Saint-Aubin-sur-Aire  | D 156                | Saint-Aubin-sur-Aire                                                                     | Saint-Aubin-sur-Aire                                                                              |                                                            |
| Meuse (55)                                             | Saulvaux              | D 958                | Pont-à-Mousson Commercy                                                                  |                                                                                                   | Demi-échangeur                                             |
| Meuse (55)                                             | Saulvaux              | D 170                | Boviolles Saulvaux                                                                       | Saulvaux Boviolles                                                                                |                                                            |
| Meuse (55)                                             | Ménil-la-Horgne       | D 168                | Ménil-la-Horgne Laneuville-au-Rupt                                                       |                                                                                                   | Bretelle isolée                                            |
| Meuse (55)                                             | Ménil-la-Horgne       | D 184                |                                                                                          | Ménil-la-Horgne Laneuville-au-Rupt                                                                | Trois-quarts-échangeur                                     |
| Meuse (55)                                             | Void-Vacon            | D 964                | Verdun Neufchâteau Void-Vacon Vaucouleurs Commercy                                       | Verdun Neufchâteau Void-Vacon Vaucouleurs Commercy                                                |                                                            |
| Meuse (55)                                             | Troussey              | D 36                 | Troussey Sorcy-Gare                                                                      | Troussey Sorcy-Gare                                                                               |                                                            |
| Meuse (55)                                             | Pagny-sur-Meuse       | D 36                 | Pagny-sur-Meuse                                                                          | Pagny-sur-Meuse                                                                                   |                                                            |
| Meurthe-et-Moselle (54)                                | Choloy-Ménillot       | D 11                 | Foug                                                                                     | Foug                                                                                              |                                                            |
| Meurthe-et-Moselle (54)                                | Toul                  | D 960                | Toul-centre                                                                              | Toul Vaucouleurs                                                                                  |                                                            |
| Meurthe-et-Moselle (54)                                | Toul                  | A31                  | Dijon Chaumont                                                                           | Lyon Troyes Dijon Chaumont                                                                        | Début du tronc commun avec la A31                          |
| Meurthe-et-Moselle (54)                                | Toul                  | D 674                | Chaumont Dijon Toul-Valcourt                                                             |                                                                                                   | Demi-échangeur                                             |
| Meurthe-et-Moselle (54)                                | Toul                  | D 611                | Verdun Toul-Croix de Metz Zones Industrielles                                            | Verdun Toul-Croix de Metz Zones Industrielles                                                     | Longue bretelle comprenant un pont au-dessus de la Moselle |
| Meurthe-et-Moselle (54)                                | Gondreville           | D 400                | Dommartin-lès-Toul Centre Commercial                                                     | Toul-centre Centre Commercial                                                                     |                                                            |
| Meurthe-et-Moselle (54)                                | Gondreville           | D 191a D 400         | Velaine-en-Haye Gondreville Z.A. Internationale Gondreville-Fontenoy                     | Gondreville Z.A. Internationale Gondreville-Fontenoy                                              |                                                            |
| Meurthe-et-Moselle (54)                                | Velaine-en-Haye       | D 400                | Sites Saint-Jacques Parc de Haye                                                         | Velaine-en-Haye Parc de Haye                                                                      |                                                            |
| Meurthe-et-Moselle (54)                                | Laxou                 | A31 A33              | Luxembourg Metz Pont-à-Mousson Nancy-centre Laxou                                        | Luxembourg Metz Pont-à-Mousson                                                                    | Début du tronc commun avec l'A33                           |
| Meurthe-et-Moselle (54)                                | Vandœuvre-lès-Nancy   | D 974                | Neuves-Maisons Nancy-Brabois Vandœuvre                                                   | Vandœuvre Villers-lès-Nancy Brabois Neuves-Maisons                                                |                                                            |
| Meurthe-et-Moselle (54)                                | Ludres                | A330                 | Besançon Épinal Fléville Ludres Z.I. Ludres Houdemont Nancy-sud                          | Sarreguemines Nancy-centre Vandœuvre-centre Parc d'Activités Porte Sud A31 Besançon Épinal Ludres |                                                            |
| Meurthe-et-Moselle (54)                                | Fléville-devant-Nancy | VC                   | Z.I. Fléville                                                                            | Fléville-Dynapole                                                                                 |                                                            |
| Meurthe-et-Moselle (54)                                | Ville-en-Vermois      | D 71                 | Saint-Nicolas-de-Port Varangéville                                                       | Saint-Nicolas-de-Port                                                                             |                                                            |
| Meurthe-et-Moselle (54)                                | Rosières-aux-Salines  | D 116                | Rosières-aux-Salines Dombasle Blainville-sur-l'Eau                                       |                                                                                                   | Bretelle isolée                                            |
| Meurthe-et-Moselle (54)                                | Rosières-aux-Salines  | Chemin des Sables    | Z.I. des Sables                                                                          | Z.I. des Sables                                                                                   |                                                            |
| Meurthe-et-Moselle (54)                                | Hudiviller            | D 400                | Lunéville-château                                                                        | Dombasle Varangéville                                                                             | Début tronc commun avec N 333                              |
| Meurthe-et-Moselle (54)                                | Rehainviller          | D 914 D 98           | Lunéville-centre Rambervillers                                                           | Lunéville Rambervillers                                                                           |                                                            |
| Meurthe-et-Moselle (54)                                | Moncel-lès-Lunéville  | N 59 D 590           | Saint-Dié Colmar Moncel-lès-Lunéville Lunéville-Z.I. Baccarat                            | Moncel-lès-Lunéville Lunéville-Z.I.                                                               |                                                            |
| Meurthe-et-Moselle (54)                                | Thiébauménil          | D 99 D 400           | Marainviller Thiébauménil                                                                | Marainviller Thiébauménil                                                                         |                                                            |
| Meurthe-et-Moselle (54)                                | Bénaménil             | D 400                | Badonviller Bénaménil                                                                    | Bénaménil                                                                                         |                                                            |
| Meurthe-et-Moselle (54)                                | Blâmont               | D 7                  | Cirey-sur-Vezouze Blâmont                                                                | Cirey-sur-Vezouze Baccarat Blâmont                                                                |                                                            |

| Département   | Commune                | Voies desservies          | Destinations (sens ouest/est)                                    | Destinations (sens est/ouest)                                    | Notes                                        |
| ------------- | ---------------------- | ------------------------- | ---------------------------------------------------------------- | ---------------------------------------------------------------- | -------------------------------------------- |
| Moselle (57)  | Saint-Georges          | D 90                      | Saint-Georges Gondrexange Hattigny Domaine des Trois Forêts      | Saint-Georges Réchicourt-le-Château Domaine des Trois Forêts     | Demi-échangeur                               |
| Moselle (57)  | Saint-Georges          | D 104b                    |                                                                  | Saint-Georges Réchicourt-le-Château Domaine des Trois Forêts     | Bretelle isolée                              |
| Moselle (57)  | Hertzing               | D 89                      | Lorquin Héming                                                   |                                                                  | Bretelle isolée                              |
| Moselle (57)  | Héming                 | D 955                     | Metz Château-Salins Pays des Étangs                              | Metz Château-Salins Pays des Étangs                              |                                              |
| Moselle (57)  | Héming                 | D 955                     | Imling Bébing                                                    | Lorquin Gondrexange Bébing Héming                                |                                              |
| Moselle (57)  | Héming                 | D 44 D 955                | Abreschviller Hesse Sarrebourg-centre Z.A. Terrasses de la Sarre | Abreschviller Parc de Lorraine Imling Sarrebourg-Zone de Loisirs |                                              |
| Moselle (57)  | Buhl-Lorraine          | D 45                      | Dabo Buhl-Lorraine Réding Sarrebourg-Zones Industrielles         | Sarrebourg-centre Zones industrielles Niderviller Buhl-Lorraine  |                                              |
| Moselle (57)  | Hommarting             | D 104E                    |                                                                  | Réding                                                           | Demi-échangeur                               |
| Moselle (57)  | Hommarting             | D 46 D 97                 | Hommarting Saint-Louis Brouviller Lixheim                        | Lixheim Hommarting Saint-Louis                                   |                                              |
| Moselle (57)  | Brouviller             | Lieu-dit Hommarting Poste | Absence de panneaux                                              | Absence de panneaux                                              |                                              |
| Moselle (57)  | Saint-Jean-Kourtzerode | D 104F                    | Saint-Jean-Kourtzerode Waltembourg Henridorff                    | Strasbourg Saint-Jean-Kourtzerode Waltembourg Henridorff         |                                              |
| Moselle (57)  | Saint-Jean-Kourtzerode |                           | Camp La Horie                                                    |                                                                  | Demi-échangeur                               |
| Moselle (57)  | Mittelbronn            | D 38K                     | Mittelbronn Dannelbourg Camp La Horie                            | Mittelbronn Dannelbourg                                          |                                              |
| Bas-Rhin (67) |                        | A4                        | Sarreguemines Sarrebruck Metz Paris Saverne Haguenau Strasbourg  |                                                                  | Fin de la voie rapide qui se jette dans l'A4 |